# Gadebusch

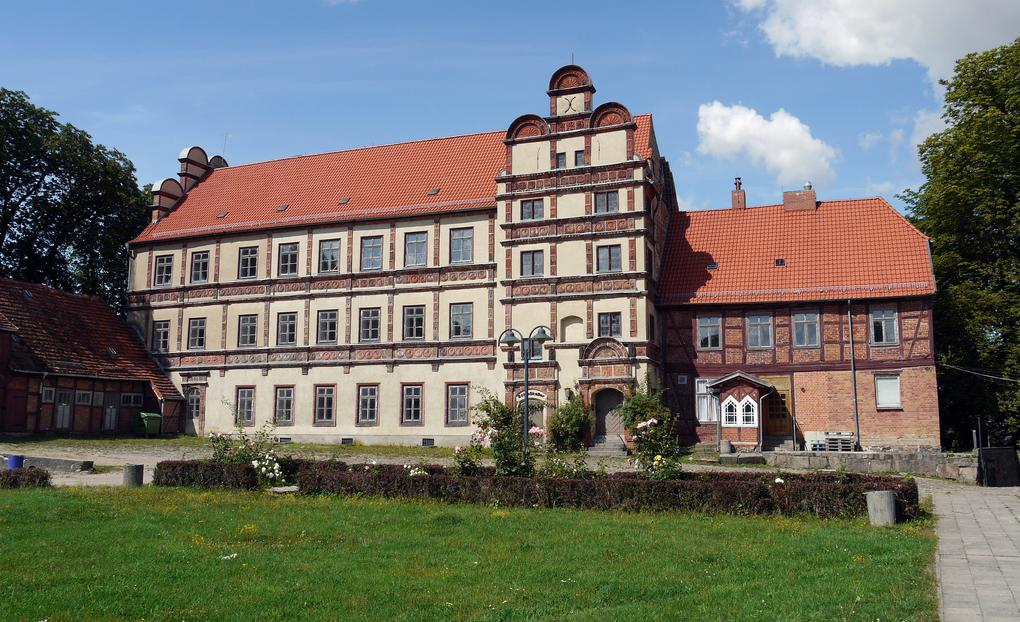
Schloss Gadebusch, ein seltenes Beispiel der Backsteinrenaissance, 1573 errichtet

Gadebusch ist eine Stadt im Landkreis Nordwestmecklenburg, Mecklenburg-Vorpommern (Deutschland). Sie ist Verwaltungssitz des Amtes Gadebusch, dem weitere sieben Gemeinden angehören. Der Ort ist ein Grundzentrum.

## Geographie
Die Stadt liegt nördlich des Quellgebietes der Radegast, die über die Stepenitz und Trave in die Ostsee fließt. Sie befindet sich auf halbem Wege zwischen Lübeck und Schwerin und ist Teil der Metropolregion Hamburg.
Im Gebiet der Stadt gibt es zwei Seen: direkt östlich des Stadtkerns den Burgsee mit einer Größe von fünf Hektar und den Neddersee nördlich der Stadt und nordwestlich des Ortes Güstow. Der Neddersee hat eine Größe von 32 Hektar, liegt auf einer Höhe von 27 Meter über NHN und wird von der Radegast durchflossen. Die Niederung der Radegast ist der tiefste Punkt des Stadtgebietes, der höchste liegt mit 76,5 Meter über NHN westlich des Ortes Möllin an der Stadtgrenze zwischen dem Galgen- und dem Schäferberg. Direkt östlich des Stadtkerns von Gadebusch liegt ein 120 Hektar großes Mischwaldgebiet, das als Landschaftsschutzgebiet ausgewiesen ist.

### Nachbargemeinden
Nachbargemeinden sind Wedendorfersee, Veelböken, Dragun, Lützow, Pokrent, Krembz, Roggendorf und Holdorf.

### Stadtgliederung
Zu Gadebusch gehören die Ortsteile
| - Buchholz - Dorf Ganzow - Ganzow - Güstow | - Klein Hundorf - Möllin - Neu Bauhof | - Reinhardtsdorf - Stresdorf - Wakenstädt |

Weiterhin existieren die Siedlungen An der Flöte, Bauhof, Güstow Werder, Jarmstorf, Klein Hundorf und Neu Güstow innerhalb des Stadtgebiets.
Die ehemaligen Ortsteile Jarmstorf und Amts Bauhof sind in der Kernstadt aufgegangen. Dorf Ganzow und Hof Ganzow sind seit 1970 Ortsteile der Stadt Gadebusch.

## Geschichte

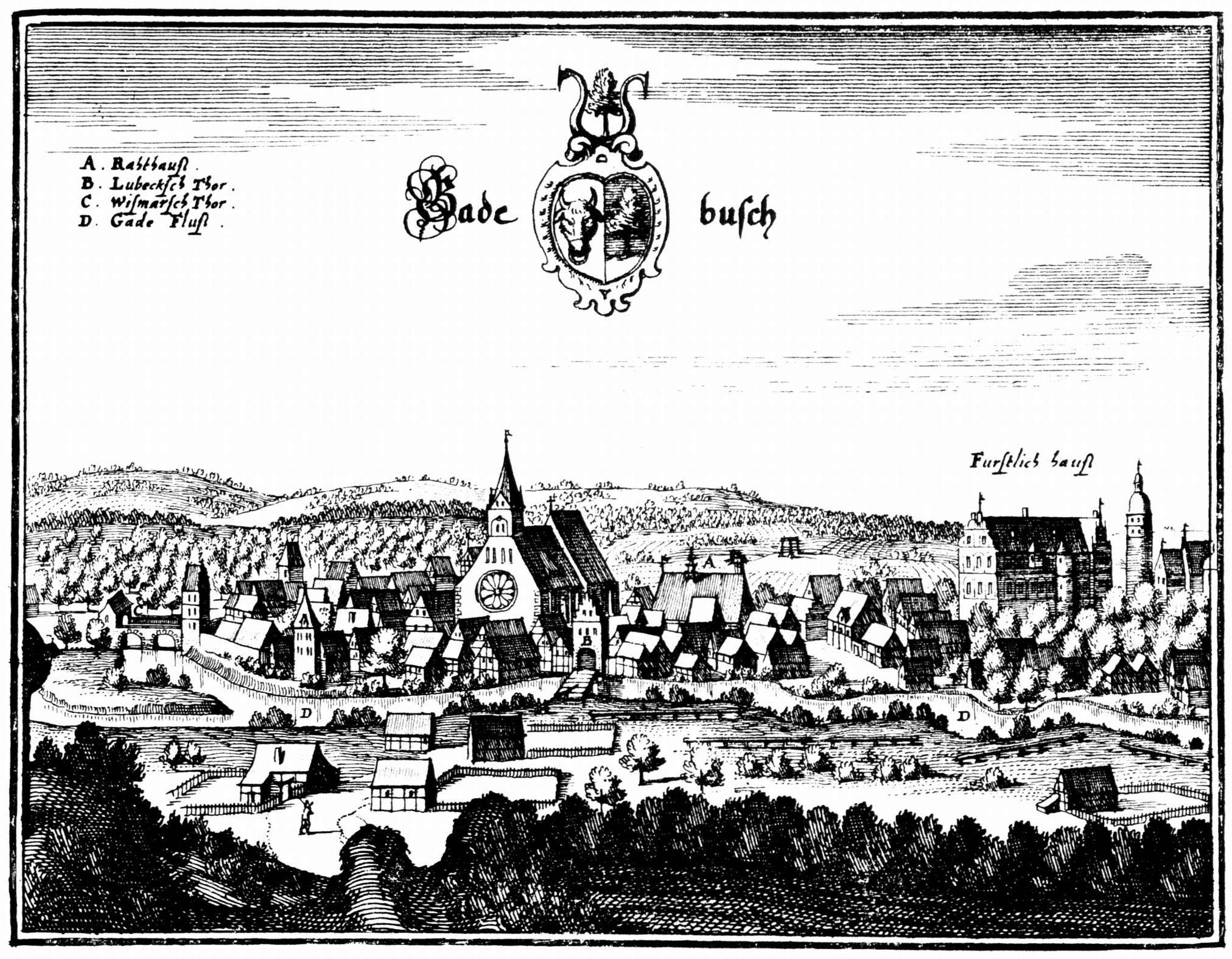
Matthäus Merian: Stadtansicht von 1653

### Name
Der Name wird als Landschaftsbezeichnung provincia Godebuz erstmals im Isfriedschen Teilungsvertrag von 1194 erwähnt, als Ortsname soll Godebuz dann 1210 verwendet worden sein. Dieser Ortsname findet sich auch im Stadtsiegel von 1225. Gleichzeitig tritt auch die Schreibweise Chotebuz auf. Der Name veränderte sich in Godebusch (1358) und schließlich in Gadebusch (1514). Der altpolabische Ortsname Chotĕbuz bedeutet Ort des Chotĕbud (Personenname). Vergleichbar ist der Ortsname Cottbus, niedersorbisch Chóśebuz (zu Beginn des 13. Jh. Erwähnung als Chotebuz).

### Mittelalter
Als erste Siedlung soll sich bei Gadebusch bereits im 8. Jahrhundert ein abodritischer Burgwall befunden haben, neben dem ein Dorf entstand. Beide lagen strategisch günstig auf einem Hügel in einem Sumpf- und Seengebiet. Anfang des 12. Jahrhunderts gehörte Gadebusch zum Gebiet des abodritischen Teilstammes der Polaben. 1142 belehnte Heinrich der Löwe den sächsischen Grafen Heinrich von Badewide mit dem Land der Polaben, das nach ihrem Hauptort bald als Grafschaft Ratzeburg bezeichnet wurde. An den kulturellen, wirtschaftlichen und religiösen Traditionen der Wenden änderte sich dadurch zunächst nichts. Erst im Zuge des Slawenkreuzzuges dürfte die slawische Burganlage in Gadebusch  zerstört worden und anschließend eine kleine deutsche Ansiedlung als Grenzstation zum benachbarten Gebiet der Abodriten entstanden sein. Diese wurde im Herbst 1158 durch ein abodritisches Aufgebot unter Pribislaw und Wertislaw eingeäschert,  die mit dem erfolgreichen Überfall ihren in Lüneburg von Heinrich dem Löwen eingekerkerten Vater Niklot freipressten. Im Jahr 1225 starb hier Nikolaus II., Herr zu Gadebusch durch einen Sturz von der Burg. Der Ort wurde im 12. Jahrhundert deutsch besiedelt, ebenso die beiden Ortsteile Ganzow und Möllin, die als Ganzowe und Malin im Isfriedschen Teilungsvertrag angeführt sind. Die Lage am Fernhandelsweg Schwerin-Lübeck begünstigte die weitere Entwicklung. Bereits im Jahr 1225 erhielt Gadebusch Stadtrechte (civis) nach Lübischem Recht verliehen und ist damit eine der ältesten Städte Mecklenburgs. Im Jahr 1201 fiel die Stadt an den Fürsten von Mecklenburg. 1220 wurde mit dem Bau der spätromanischen Backsteinkirche St. Jakob begonnen. Burgvogt war um 1227 der Ritter Detlef von Gadebusch. Die Parochie Gadebusch mit den damals zu ihr gehörenden Ortschaften wird 1230 im Ratzeburger Zehntregister erwähnt, welches die damals zum Bistum Ratzeburg gehörenden Ortschaften geordnet nach Kirchspielen auflistet. Das Rathaus entstand ab 1340.

### 16. bis 18. Jahrhundert

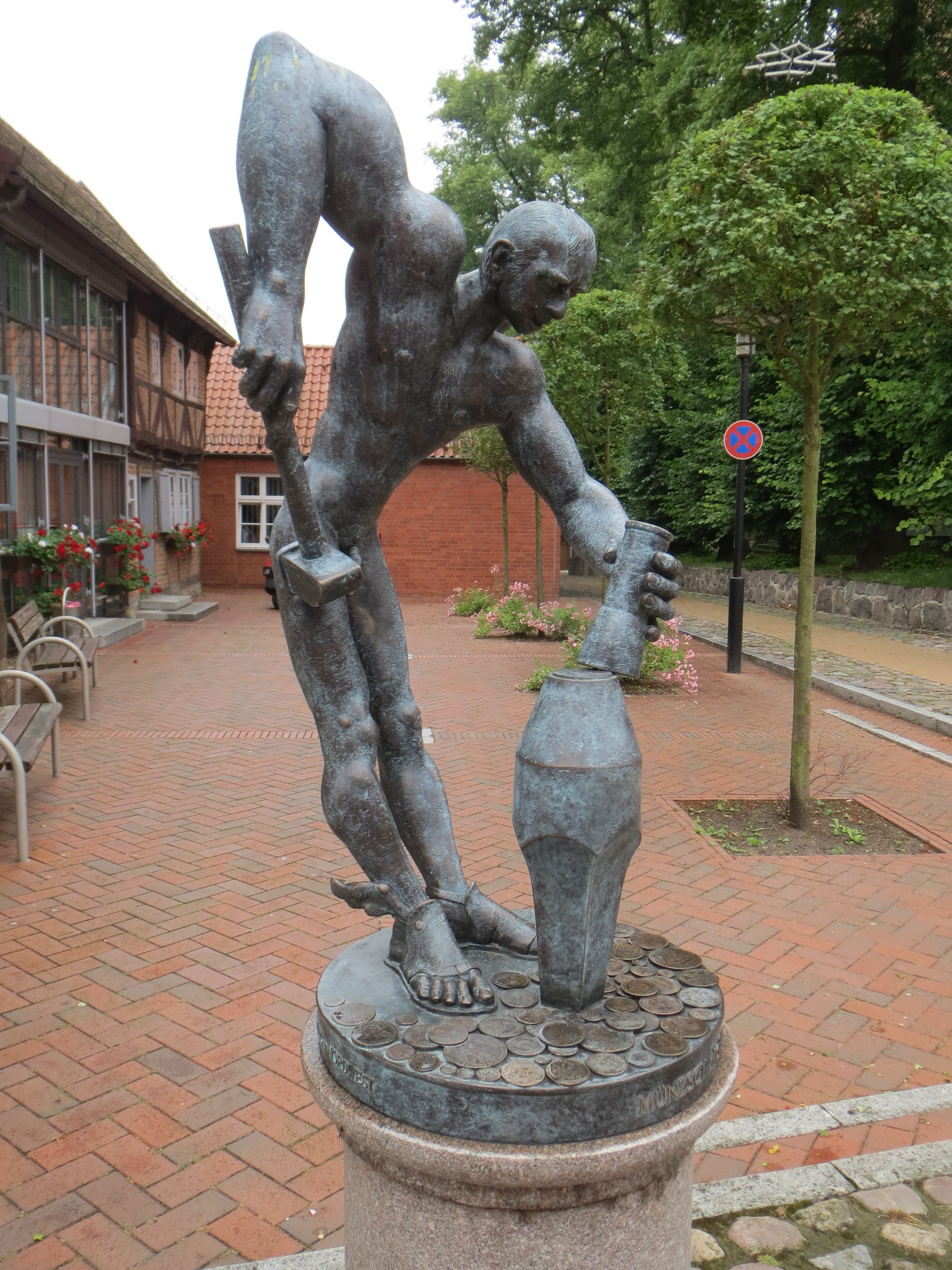
Münzschlägerdenkmal auf der Rückseite des Rathauses

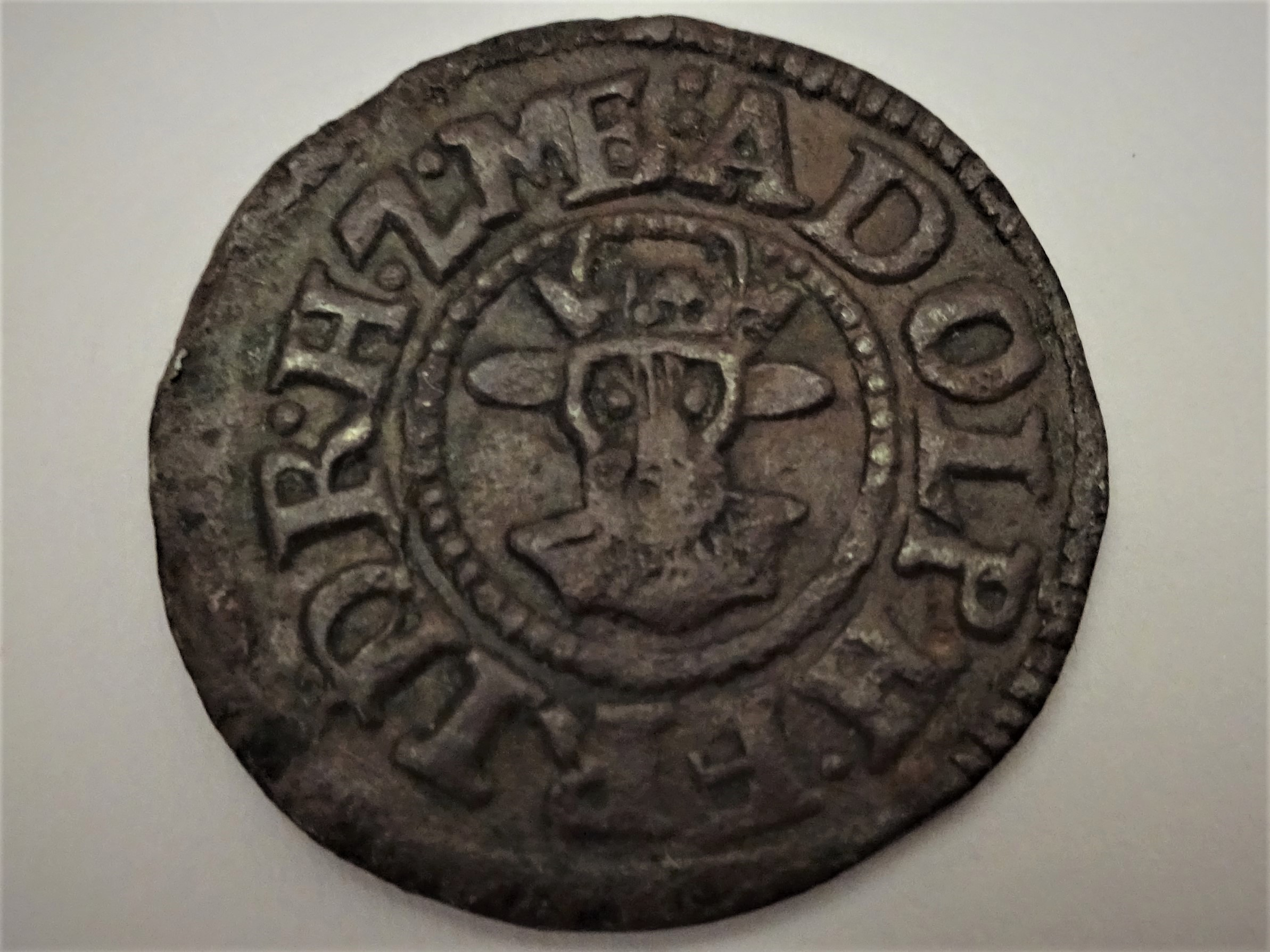
Kupferdreier z. Zt. Adolf Friedrich I. geprägt in Gadebusch

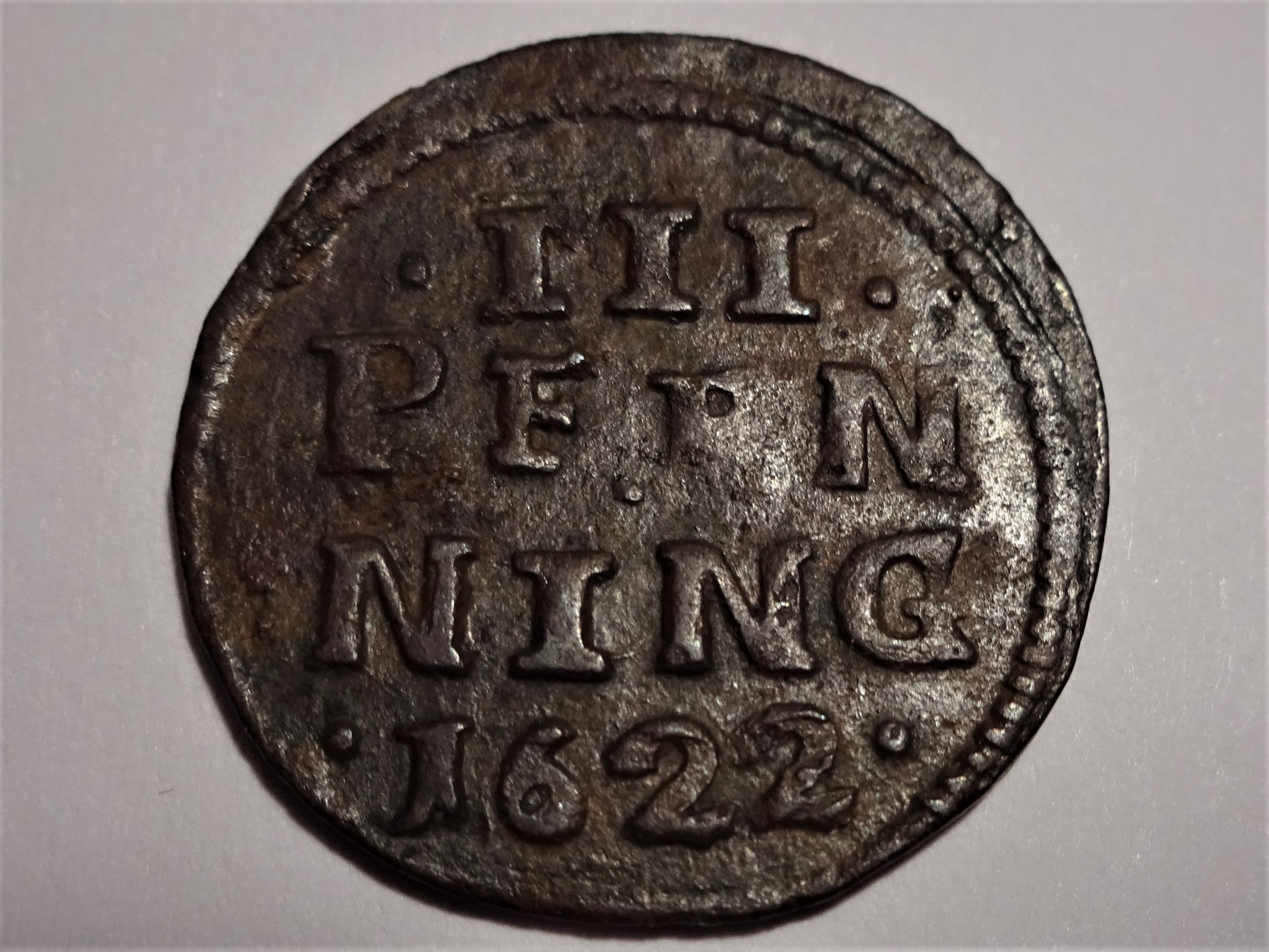
Wertseite des Kupferdreiers von 1622 aus Gadebusch

Von Beginn an hatte Gadebusch auch das Münzrecht. Besondere Bedeutung hatte die Gadebuscher Münze im 16. und 17. Jahrhundert.
Von 1570 bis ca. 1620 war Gadebusch eine Residenz der Administratoren zu Ratzeburg, obwohl die Stadt nicht zu deren weltlichem Territorium gehörte. Schloss Gadebusch wurde anstelle der bereits bestehenden Burg aus dem 12. Jahrhundert im 16. Jahrhundert erbaut. Das erhaltene Hauptgebäude für den Administrator Christoph von Mecklenburg stammt von 1571. Das Rathaus wurde 1618 weitgehend erneuert. Gadebusch war eine Landstadt in Mecklenburg und bis 1918 als Teil der Städte des Mecklenburgischen Kreises auf Landtagen vertreten.
Im Großen Nordischen Krieg trafen 1712 Dänemark und Schweden in der Schlacht bei Gadebusch (auch Schlacht von Wakenstädt) aufeinander.
Hexenprozesse
In Gadebusch wurden in den Hexenverfolgungen laut einem Auszug aus dem Hexenmuseum Penzlin 37 Menschen in Hexenprozessen angeklagt, verurteilt und sogar hingerichtet. So wurde 1648 Margarete Saß auf dem Scheiterhaufen hingerichtet, ihre Schwester erlitt das gleiche Schicksal. Eine ebenfalls der Hexerei bezichtigte Frau aus der Stadt, Grete Langhof, zog den Feuerqualen den Freitod vor, erwürgte sich 1667 im Kerker.
Die Stadtvertretung von Gadebusch hat am 14. Dezember 2015 die Opfer der Hexenverfolgung/Hexenprozesse rehabilitiert.

### Neuere Geschichte
Von den Gadebuscher Juden lebte im Februar 1942 noch eine Frau in der Stadt, die Witwe eines Nichtjuden und Mutter eines 1939 gefallenen Soldaten. Sie wurde 1944 ins KZ Theresienstadt gebracht und dort 1945 befreit. Der Zweite Weltkrieg verlief für die übrige Bevölkerung glimpflich. Es fielen lediglich zwei Bomben, ohne nennenswerte Schäden anzurichten. Als am 2. Mai 1945 die British Army auf dem Weg nach Lübeck Gadebusch passierte, kam es zu einem Scharmützel. Am 13. November 1945 wurde in Gadebusch das Barber-Ljaschtschenko-Abkommen zur Grenzbereinigung zwischen Mecklenburg und Schleswig-Holstein unterzeichnet.
Am 1. Juli 1950 wurden die bis dahin eigenständigen Gemeinden Amts Bauhof, Buchholz bei Gadebusch, Güstow, Möllin und Wakenstädt eingegliedert.
Am 25. Juli 1952 wurde aus dem Westteil des ehemaligen Landkreises Schwerin und kleinen Gebieten des Landkreises Schönberg der Kreis Gadebusch gebildet. Er gehörte dem neu gebildeten DDR-Bezirk Schwerin an. Von 1965 bis 1988 entstand im Nordwesten ein großes Wohngebiet mit 732 Wohnungen in Plattenbauweise. Der Landkreis kam am 3. Oktober 1990 in das neu gegründete Bundesland Mecklenburg-Vorpommern der Bundesrepublik Deutschland. Am 12. Juni 1994 wurde der Kreis Gadebusch aufgelöst und ging im Landkreis Nordwestmecklenburg auf. Als Kreisstadt erhielt Gadebusch verstärkt Verwaltungsfunktionen.
Ab 1991 wurde der historische Stadtkern mit dem Rathaus und der Burg auch im Rahmen der Städtebauförderung grundlegend saniert.

## Bevölkerung
| Jahr | Einwohner |
| ---- | --------- |
| 1990 | 6760      |
| 1995 | 6534      |
| 2000 | 6168      |
| 2005 | 5928      |
| 2010 | 5688      |
| 2015 | 5501      |

| Jahr | Einwohner |
| ---- | --------- |
| 2020 | 5461      |
| 2021 | 5417      |
| 2022 | 5457      |
| 2023 | 5459      |

Stand: 31. Dezember des jeweiligen Jahres

## Politik

### Stadtvertretung
Die Stadtvertretung von Gadebusch besteht aus 16 Mitgliedern. Die Kommunalwahl am 9. Juni 2024 führte bei einer Wahlbeteiligung von 60,9 % zu folgendem Ergebnis:
| Partei / Wählergruppe                | Stimmenanteil 2019 | Sitze 2019 |  | Stimmenanteil 2024 | Sitze 2024 |
| ------------------------------------ | ------------------ | ---------- |  | ------------------ | ---------- |
| CDU                                  | 33,4 %             | 5          |  | 34,9 %             | 5          |
| Zukunft für Gadebusch (ZfG)          | 23,4 %             | 4          |  | 19,6 %             | 3          |
| Gadebuscher Bürgergemeinschaft (GBG) | 18,4 %             | 3          |  | 16,4 %             | 3          |
| Die Linke                            | 19,5 %             | 3          |  | 12,4 %             | 2          |
| Einzelbewerber Jörg Abraham          | –                  | –          |  | 06,2 %             | 1          |
| Einzelbewerberin Annett Hinkfuß      | –                  | –          |  | 04,5 %             | 1          |
| SPD                                  | 05,3 %             | 1          |  | 03,8 %             | 1          |
| Einzelbewerberin Doreen Meinke       | –                  | –          |  | 02,2 %             | –          |
| Insgesamt                            | 100 %              | 16         |  | 100 %              | 16         |

### Bürgermeister
- 1984–1990: Günther Blankenberg[15]
- 1990–1994: Rudolf Pieper[15]
- 1994–2002: Ingrid Schafranski (CDU)[15]
- 2002–2019: Ulrich Howest (SPD)[15]
- seit 2019: Arne Schlien (CDU)[16]

Schlien wurde in der Bürgermeisterwahl am 9. Juni 2024 mit 71,0 % der gültigen Stimmen in seinem Amt bestätigt. Seine Amtszeit beträgt fünf Jahre.

### Wappen

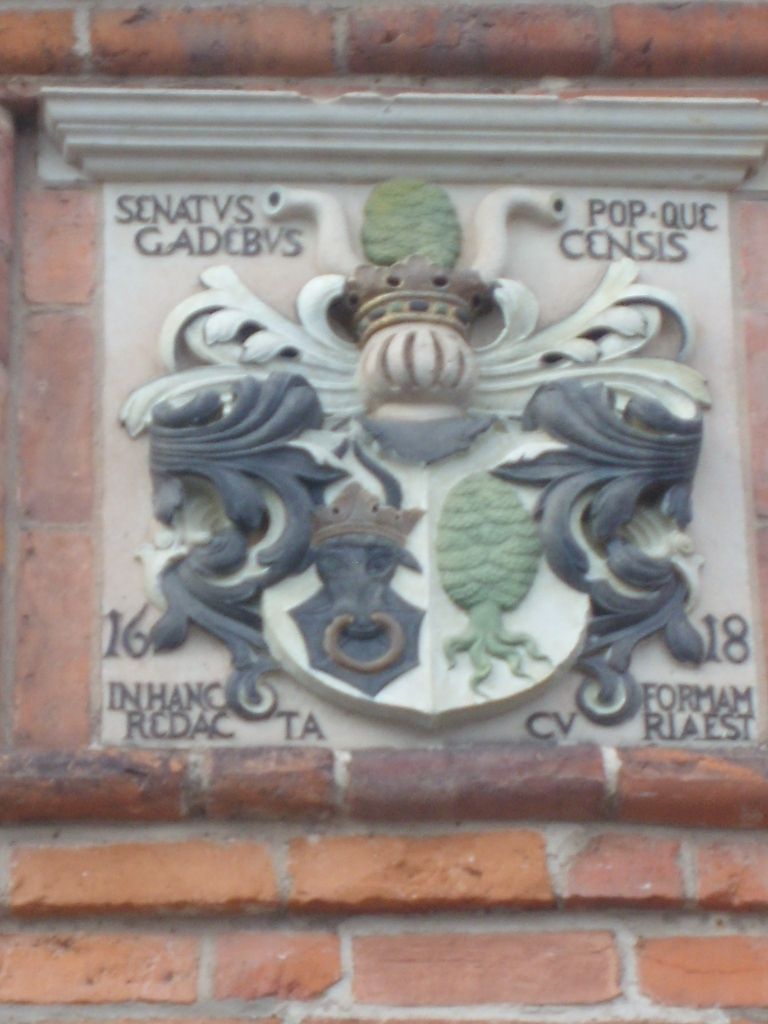
Wappen von 1618

| Wappen der Stadt Gadebusch | Blasonierung: „In Gold rechts ein hersehender, golden gekrönter schwarzer Stierkopf mit aufgerissenem roten Maul, silbernen Zähnen, ausgeschlagener roter Zunge, in sieben Spitzen abgerissenem Halsfell und silbernen Hörnern, links ein ausgerissener grüner Busch mit dreizackigen Blättern.“ |
| Wappen der Stadt Gadebusch | Wappenbegründung: Gadebuschs ältestes Stadtsiegel – schildförmig im Stil der ersten Hälfte des 13. Jh. – zeigt einen ungekrönten Stierkopf, das geminderte Herrschaftszeichen der Herren zu Mecklenburg. Erst das Siegelbild des SECRETVM CONSVLVM GODEBVZ – als Abdruck erstmals in der ersten Hälfte des 14. Jh. überliefert – gibt einen gekrönten Stierkopf mit Halsfell und daneben einen Baum (Busch) mit dreizackigen Blättern wieder. Ein am Rathaus angebrachtes Vollwappen von 1618 zeigt im gespaltenen Schild vorn den mecklenburgischen Stierkopf, hinten einen ausgerissenen Lindenbaum. Als Vorlage für die Wappengestaltung im Schweriner Schloss diente jedoch das vorgenannte Sekretsiegelbild. Nach dem II. Weltkrieg führte Gadebusch anknüpfend an die Wappendarstellung von 1618 ein Wappen: Im gespaltenen Schild vorn in Gold der mecklenburgische schwarze Stierkopf, hinten in Silber ein ausgerissener grüner Lindenbaum. 1997 wurde die Fassung in der 1858 festgelegten Form wiederhergestellt. Es kombiniert ein Herrschaftszeichen, den für die Mecklenburger Linie des Fürstenhauses typischen Stierkopf, mit einem redenden Zeichen für den Ortsnamen, einem Busch. Während der Stierkopf auf den Stadtherrn verweist, stellt der aus dem späteren Siegelbild übernommene Busch eine volkstümliche Deutung der Endsilbe des Stadtnamens dar, obgleich der Ortsname slawischen Ursprungs ist und sich aus einem Personennamen (Ort des Godebudź) herleitet. Das Wappen wurde am 10. April 1858 vom Großherzog Friedrich Franz II. von Mecklenburg-Schwerin festgelegt, 1997 im Zuge der Flaggengenehmigung neu gezeichnet und unter der Nr. 133 der Wappenrolle des Landes Mecklenburg-Vorpommern registriert. |

### Flagge
Die Flagge wurde von dem Schweriner Heraldiker Heinz Kippnick gestaltet und am 11. August 1997 durch das Ministerium des Innern genehmigt.
Die Flagge besteht aus grünem Tuch. Es ist in der Mitte mit dem Stadtwappen belegt, das zwei Drittel der Höhe und ein Drittel der Länge des Flaggentuchs einnimmt. Die Höhe des Flaggentuchs verhält sich zur Länge wie 3:5.

### Dienstsiegel
Das Dienstsiegel zeigt das Wappen der Stadt mit der Umschrift STADT GADEBUSCH.

### Städtepartnerschaften
Gadebusch unterhält mit folgenden Städten eine Städtepartnerschaft:
- Saint-Germain-du-Puy in Zentralfrankreich
- Trittau in Schleswig-Holstein
- Åmål in Schweden
- Czarnków in Polen

## Sehenswürdigkeiten und Kultur
→ Siehe auch Liste der Baudenkmale in Gadebusch

### Rathaus

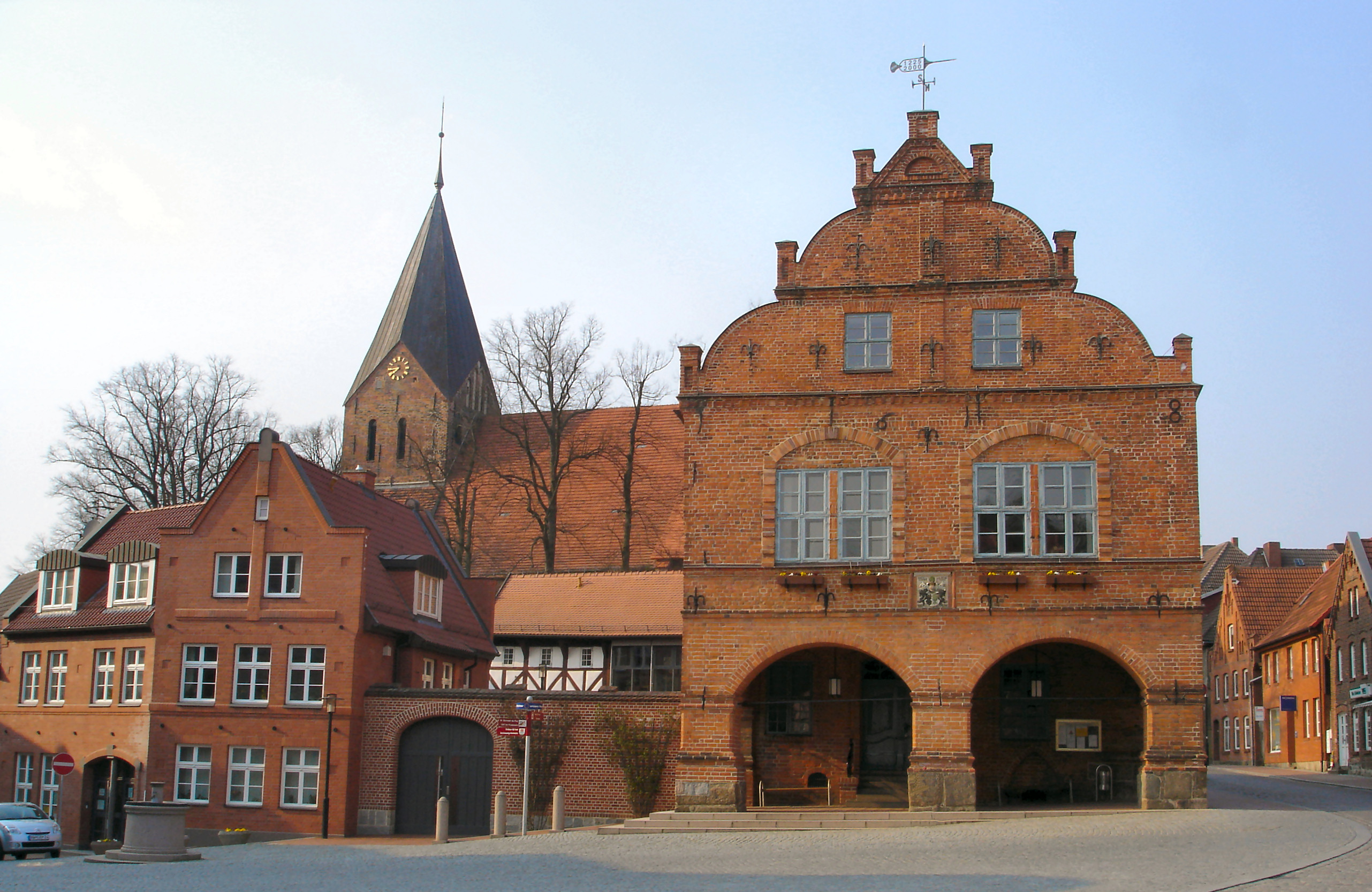
Rathaus und Stadtkirche von Gadebusch

Das Rathaus am Marktplatz im Kern von um 1340, 1618 umgebaut mit dem Hauptgiebel und der Gerichtslaube und der neuen Rückfront.

### Stadtkirche

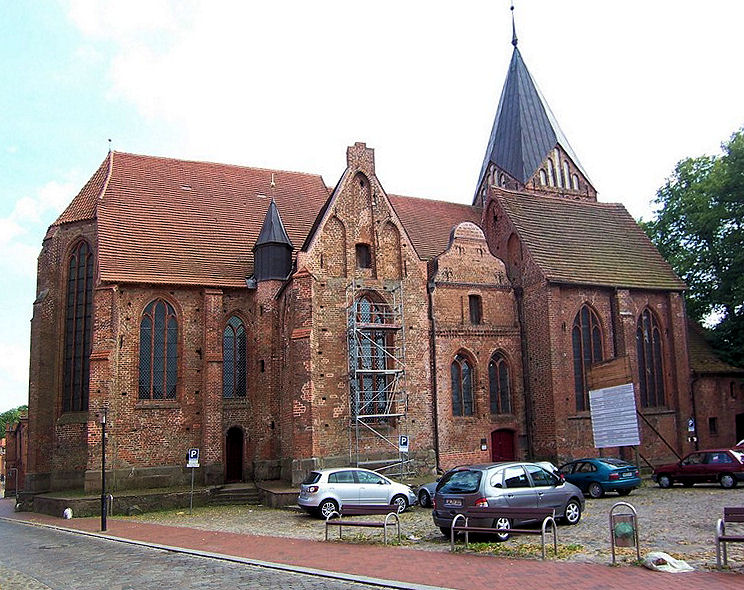
Ansicht der Kirche von Norden

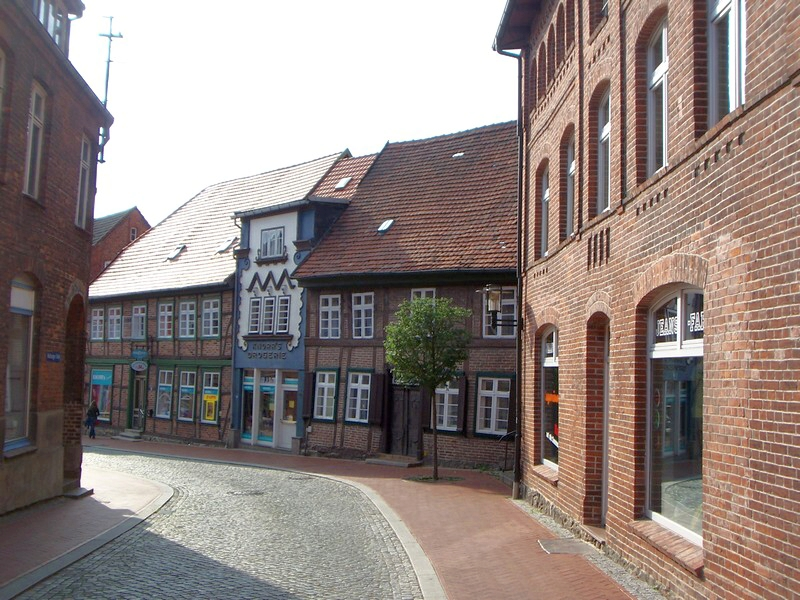
Wollbrügger Straße

Die Stadtkirche St. Jakob und St. Dionysius, mit deren Bau ca. 1210 noch im spätromanischen Stil begonnen wurde, ist eine der ältesten Hallenkirchen der Backsteingotik im Nordwesten Mecklenburgs und gehört zu den bedeutendsten Kirchenbauten Norddeutschlands. Sie wurde als dreischiffige Hallenkirche angelegt. Der Turm wurde am Anfang des 14. Jahrhunderts errichtet. Der Chor, der ebenfalls dreischiffig, mit stark erhöhtem Mittelschiff, errichtet wurde und die nördlichen Kapellenanbauten stammen vom Anfang des 15. Jahrhunderts. Der Triumphbogen ist leicht spitzbogig und etwas breiter als das Mittelschiff. Das rundbogige Südportal wird durch Säulen mit ornamentierten Backsteinkapitellen geschmückt. Die Marienkapelle an der Nordseite des Langhauses wurde 1420 von der schwedischen Königin Agnes gestiftet. 1955 wurde das Kirchenschiff restauriert. Dabei wurde die ursprüngliche Bemalung aus der Mitte des 13. Jahrhunderts freigelegt, eine reiche mittelalterliche Ornamentik mit Tierdarstellungen und eine Christophorusdarstellung. Bei dieser Instandsetzung wurden auch Einbauten von 1842 entfernt, im Chor sind sie noch erhalten. Der Altar ist neugotisch mit einem Gemälde von Carl Georg Schumacher.
Wertvollstes Kunstwerk im Innern ist die bronzene Fünte (Taufkessel) aus dem Jahre 1450. Sie wurde in Gusstechnik gefertigt. Der Taufkessel ist mit elf ausdrucksstarken Reliefs verziert, die 21 Szenen der Passion Christi, sowie den Stifter Hinrich Koppelmann zeigen. Der Kessel wird von drei knienden Engelsfiguren getragen. Die Kanzel ist von 1607 und mit Schnitzereien (Christus und vier Evangelisten) verziert. Zur Inneneinrichtung gehören weiter ein großes Tafelbild aus dem 16. Jahrhundert, das Mitglieder der schwedischen Königsfamilie zeigt, Kronleuchter aus Messing von 1582 und mehrere Wandleuchter aus dem 16. und 17. Jahrhundert. Auch mehrere interessante Grabsteine sind in der Kirche zu sehen.

### Schloss
→ Siehe: Hauptartikel Schloss Gadebusch
Das Schloss Gadebusch auf dem Schlossberg ist ein typisches Beispiel norddeutscher Backsteinrenaissance, entstanden von 1570 bis 1573 auf einer slawischen Ringwallburg.

### Museen
- Heimatmuseum in der ehemaligen Amtsscheune, 2006 eröffnet
- Denkmalshof „Rauchhaus“, Außenstelle des Heimatmuseums im Ortsteil Möllin
- „Schwedenhütte“ im Ortsteil Wakenstädt, Blockhaus im Stil einer schwedischen Soldatenhütte des 18. Jahrhunderts mit einer Ausstellung zur Archäologie der Schlacht von 1712[21]

### Geschichtsdenkmale
- Großsteingräber bei Klein Hundorf
- Grabstätten von 1942 bis 1945 auf dem Friedhof für sechs namentlich bekannte polnische Zwangsarbeiter und einen unbekannten polnischen Kriegsgefangenen, die Opfer der Zwangsarbeit wurden
- Denkmal für die Opfer des Faschismus an der Bahnhofstraße, 1975 errichtet
- Denkmalanlage für die Schwedenschlacht im Ortsteil Wakenstädt mit mehreren internationalen Gedenksteinen und Informationstafeln

### Schmuckbrunnen
Am 2. Juli 2011 wurde an der Nordostseite des Gadebuscher Rathauses der Münzschlägerbrunnen feierlich enthüllt.

Der Brunnen samt Figur (einem nackten muskulösen Mann) besteht aus Bronze und erreicht mit dem 80 cm hohen Granitsockel eine Höhe von 210 cm. Er veranschaulicht in leicht überzeichneter Darstellung die Geschichte der Stadt, in der sich im Mittelalter (1542 bis 1624) eine Münzprägestätte befunden hatte. Das anlässlich des Münzfestes 2011 eingeweihte Kunstwerk wurde der Stadt von der Stiftung Sparkasse und der Gadebuscher Familie Schotte geschenkt. Die Familie hatte es bei dem Bildhauer Wolfgang Knorr in Auftrag gegeben.
Beschreibung: „65 Kopien von Originalmünzen, die im Münzkabinett Schwerin lagern, zieren den Sockel“. Der Ideengeber Gerhard Schotte durfte im Münzkabinett Silikonabdrücke der Geldstücke für das Kunstwerk anfertigen. Jedes hier wiedergegebene Geldstück verweist auf Personen der Zeitgeschichte wie Albrecht der Schöne (1542), Johann Albrecht I. oder Adolf Friedrich I., Herzog zu Mecklenburg. Der Mann mit dem kräftigen Arm prüft vor dem Schlag noch einmal das Prägebild und nimmt den Stempel dafür noch einmal hoch. – Am linken Schulterblatt des Schlägers hat Knorr einen kleinen Flügel gestaltet und verortet seine Darstellung damit ein wenig in den mythischen Bereich.
Besucher der Stadt konnten im Jahr 2016 eine Nachprägung der 1549er Münze erwerben, die als Reformationstaler gilt. Die Anregung kam vom Förderverein der Stadtkirche, die auch die Einnahmen erhielt.

## Wirtschaft und Infrastruktur

### Wirtschaft
Gadebusch ist von jeher in erster Linie ein lokales Handels- und Dienstleistungszentrum. Bis weit ins 20. Jahrhundert hinein war Gadebusch eine Landstadt, in der die eigene Landwirtschaft von Bürgern und Ackerbürgern eine wichtige Rolle spielte.
Die Industrie spielte und spielt eine untergeordnete Rolle. Nach dem Bau der Eisenbahn konnten sich einige Unternehmen entwickeln. Um 1960 begann man mit dem Bau eines Gewerbegebietes zwischen der Bahnstrecke und der Fernstraße nach Schwerin. Bis ca. 1990 bestanden in Gadebusch einige Betriebe der Lebensmittelindustrie (Molkerei, Großbäckerei, Teigwarenfabrik) sowie eine Schuhmanufaktur und Baubetriebe, die auch überörtlich tätig waren.
Die meisten dieser Unternehmen überstanden den wirtschaftlichen Umbruch 1990 nicht, aber es entstanden neue Unternehmen, u. a. der Fleischverarbeitung und ein Zulieferer der Autoindustrie.
Ein wesentlicher Teil der berufstätigen Bevölkerung pendelt nach Schwerin, Lübeck und Hamburg.

### Verkehr

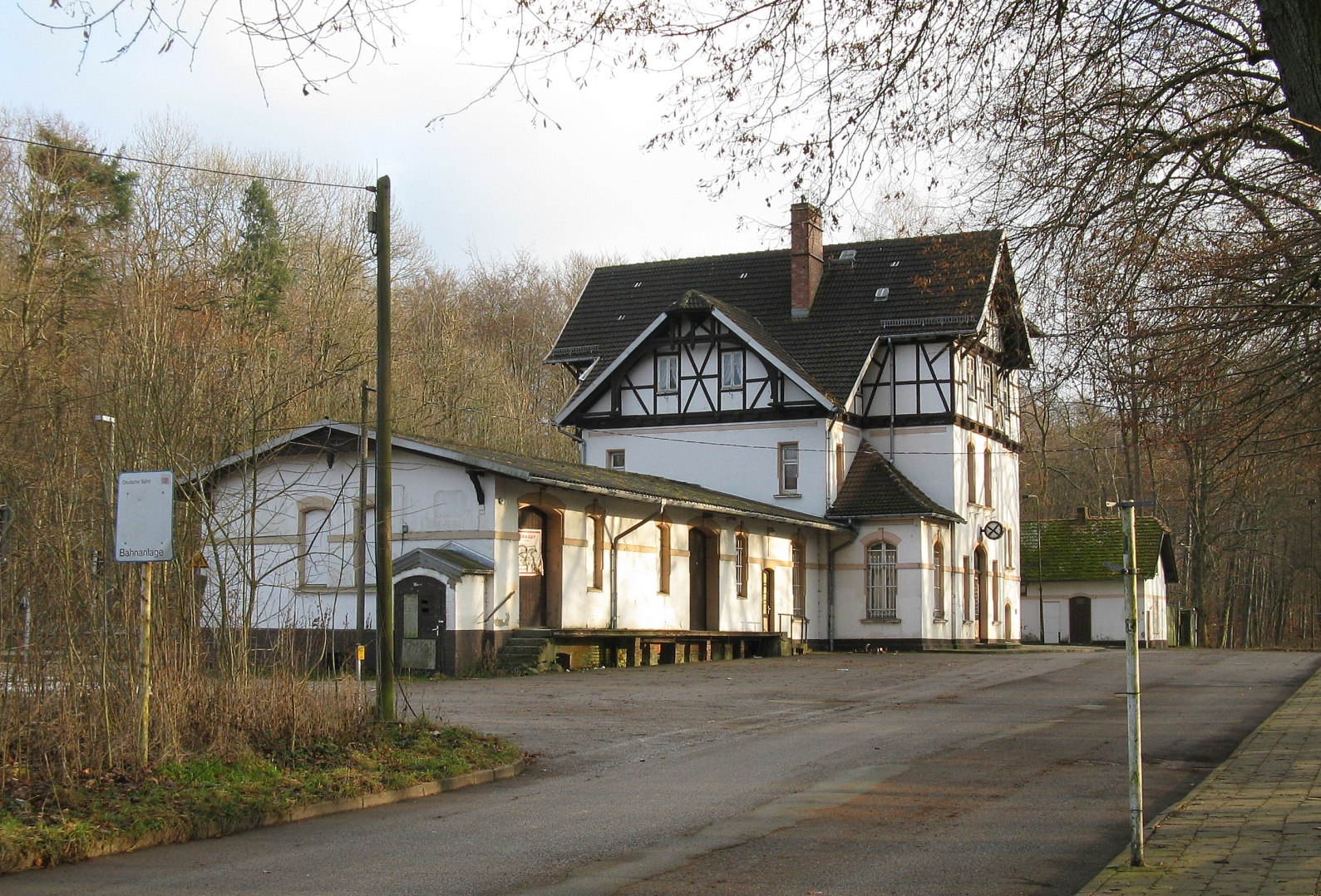
Bahnhof Gadebusch

Die Bundesstraßen B 104 (Lübeck–Schwerin) und B 208 (Wismar–Ratzeburg) kreuzen sich in der Stadt. Für die B 104 wurde in den 1990er Jahren eine Umgehungsstraße gebaut. Die Bundesautobahn A 20 ist 17 Kilometer entfernt und über die Anschlussstelle Schönberg zu erreichen.
Der Bahnhof Gadebusch liegt an der Bahnstrecke Schwerin–Rehna und wird von der Regionalbahnlinie RB 13 (Rehna–Schwerin–Parchim) der Ostdeutschen Eisenbahn bedient.
1897 eröffnete die Großherzoglich Mecklenburgische Friedrich-Franz-Eisenbahn die Bahnlinie von Schwerin nach Rehna über Gadebusch. Der Bahnhof entstand etwas außerhalb der Stadt. Auf der Strecke wurde knapp 100 Jahre auch Güterverkehr betrieben. Dessen Höhepunkt wurde um 1970 erreicht, als neben dem Güterbahnhof auch ein Gleisanschluss mehrerer Unternehmen im Industriegebiet bestand. Nach Gadebusch wurden Kohle, Baustoffe, Landmaschinen und Düngemittel transportiert, während vorwiegend landwirtschaftliche Erzeugnisse, wie Getreide, Zuckerrüben und Schlachtvieh abgefahren wurden.
Gadebusch liegt am Radfernweg Hamburg–Rügen.

### Bildung
- Gymnasium Gadebusch
- Heinrich-Heine-Schule Gadebusch
- Förderschule Pestalozzi Gadebusch

### Sport
Der 1946 gegründete Verein TSG Gadebusch (in der DDR: Einheit Gadebusch) spielt in der Saison 2019/2020 in der Landesklasse Mecklenburg-Vorpommern.

## Persönlichkeiten

### Söhne und Töchter der Stadt
- Christoph Bernhard Schrader (1573–1638), Jurist, Sekretär des Hansekontors in Bergen und Ratsherr der Hansestadt Rostock
- Johannes Küster von Rosenberg (1614 oder 1615–1685), Leibarzt von Zar Alexei I. (Russland)
- Marie Dähnhardt (1818–1902), Max Stirners zweite Ehefrau, der er sein Hauptwerk Der Einzige und sein Eigentum (1844/45) widmete
- Hans Rudolf Seebohm (1834–1901), Unternehmer in der Montanindustrie und Abgeordneter des Provinziallandtages der Rheinprovinz
- Clara Brockmann (1883–1955), Schriftstellerin
- Clara Hacker (1885–1958), Politikerin (SED)
- Georg Stüve (1888–1935), Meteorologe
- Hartwig Runge (* 1938), Schlagersänger und Komponist (Künstlername: Ingo Graf)
- Rainer Sundmacher (* 1943), Augenarzt
- Ingo Koster (* 1950), Schlagersänger
- Holger Rupprecht (* 1953), Politiker (SPD), 2009–2019 Abgeordneter des Landtages Brandenburg
- Christin Stark (* 1989), Schlagersängerin

### Mit Gadebusch verbundene Persönlichkeiten
- Detlef von Gadebusch (vor 1219–nach 1244), Burggraf von Gadebusch
- Heinrich Ernst Bornemann (1780–1820), Stadtrichter in Gadebusch
- Agnes Karll (1868–1927), Reformerin der deutschen Krankenpflege, im Familiengrab ihrer Eltern auf dem Gadebuscher Friedhof beerdigt
- Theodor Körner (1791–1813), Schriftsteller und Freiheitskämpfer, gefallen in einem Forst bei Rosenow
- Wolf Biermann (* 1936), Liedermacher und Lyriker, besuchte 1953 bis 1955 die Internatsschule in Gadebusch
- Jörg Stadler (* 1961), Schauspieler, besuchte 1975 bis 1979 die Erweiterte Oberschule in Gadebusch
- Andreas Zülow (* 1965), Box-Olympiasieger von 1988, betreibt in Gadebusch ein Box- und Fitnessstudio
- Jan Träbing Westendorff (1972–2021), Sänger, lebte in Ganzow[25]